# Ameya-Yokochō
Ameya-Yokochō (アメヤ横丁 Hẻm Ameya) là một khu chợ ngoài trời nằm ở Quận Taito, Tokyo, Nhật Bản, nằm kế bên Ga Ueno.

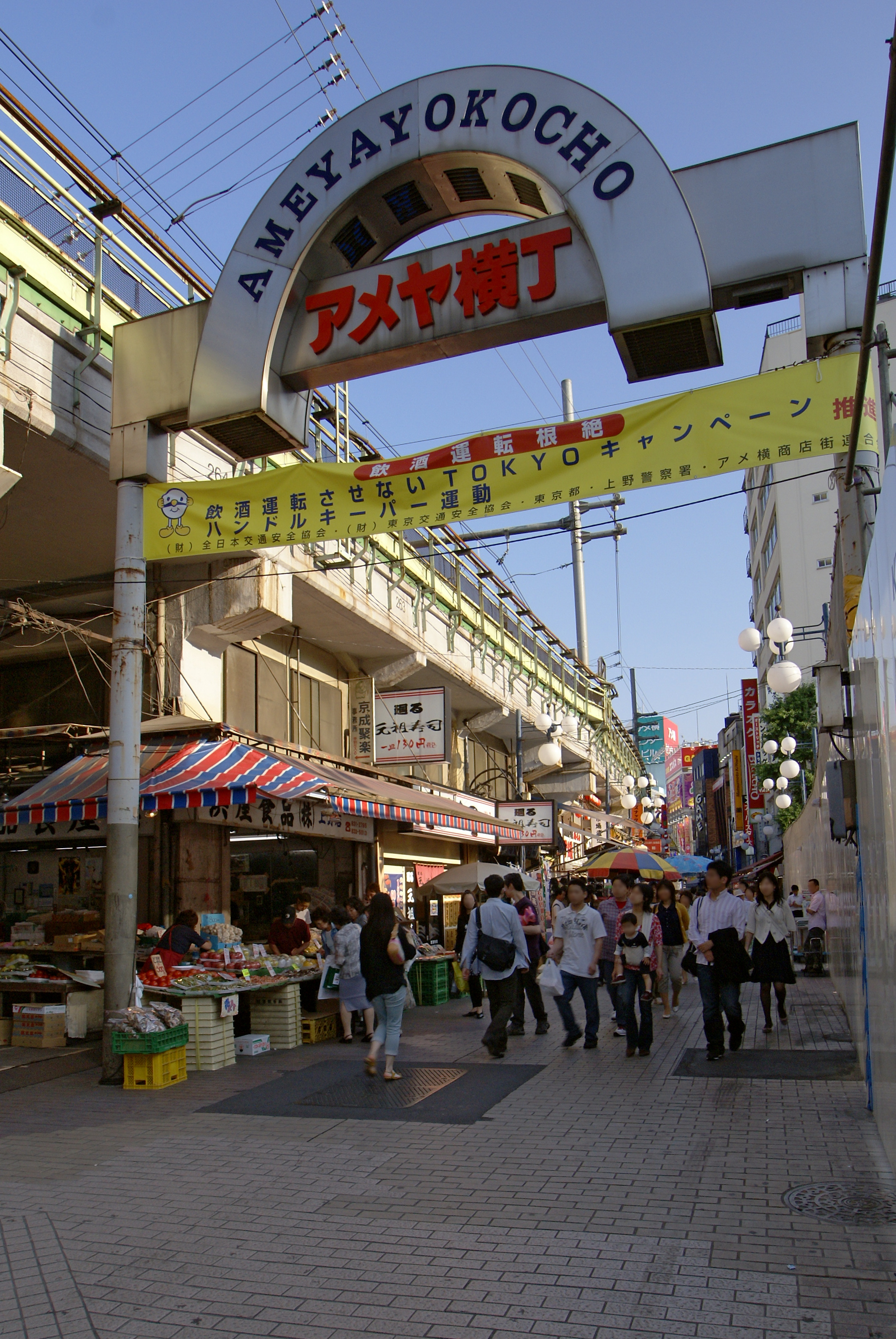
Cửa vào từ phía Ueno (năm 2007)

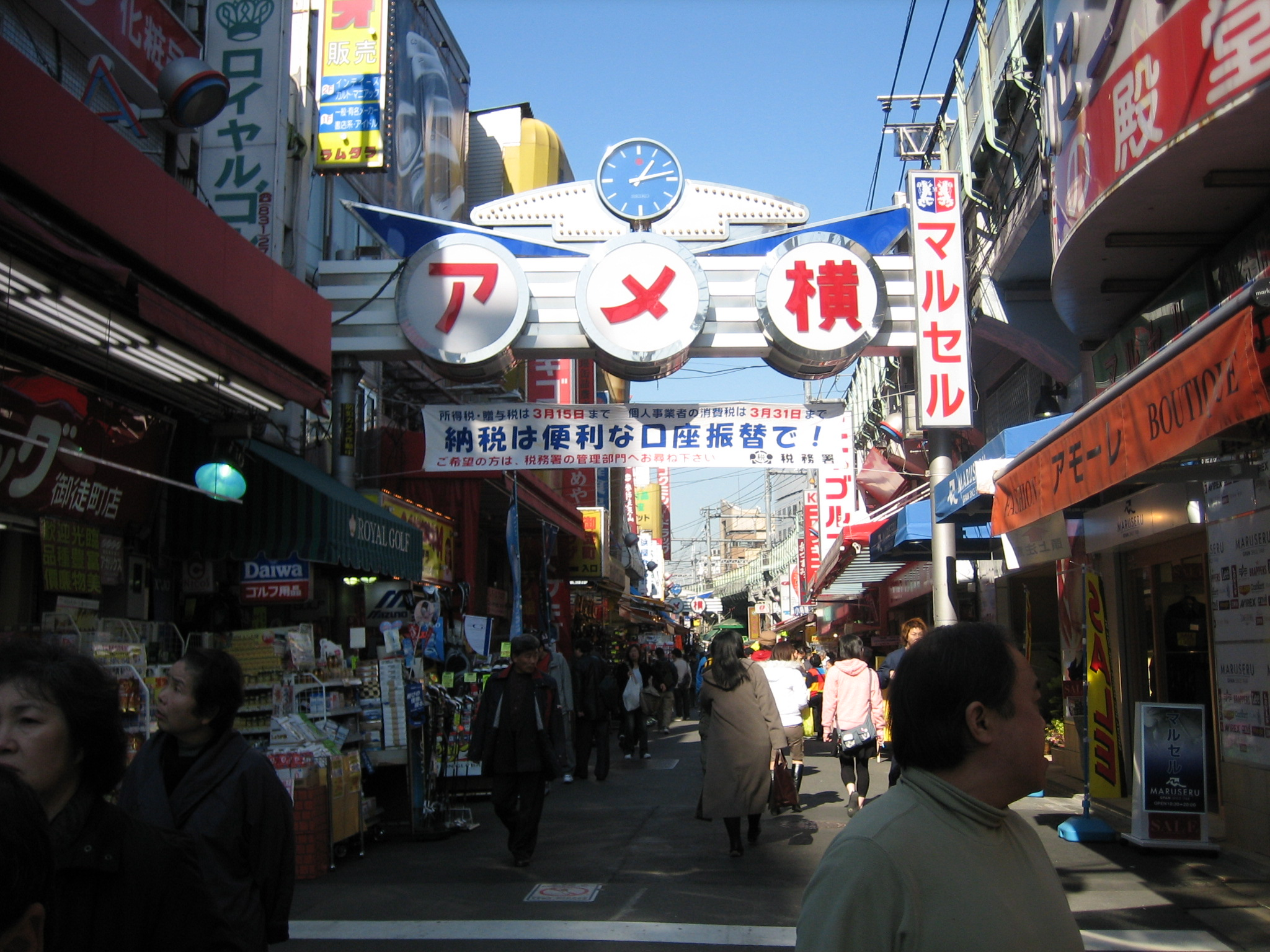
Cửa vào Ameya-Yokochō được nhìn thấy từ cửa ra phía bắc của Ga Okachimachi (năm 2006)

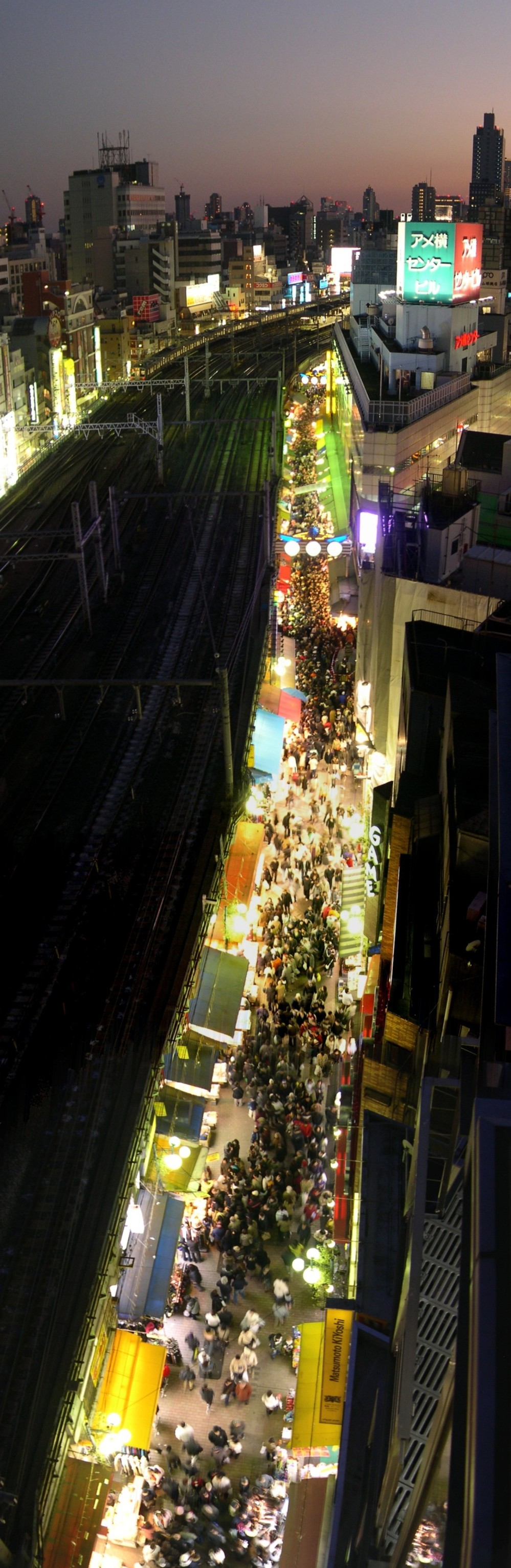
The New Year rush, nhìn từ phía Ueno nhìn thẳng Ga Okachimachi. (30 tháng 12 năm 2006)

Khu chợ rộng khoảng 164.227 feet vuông, bắt đầu ngay sau toà nhà Yodobashi Camera và theo sau phía nam của Tuyến Yamanote tới toà nhà  Komuro.
Có 2 thuyết về từ nguyên của Ameya.  Đầu tiên là cái tên bắt nguồn từ ameya (飴屋 cửa hàng kẹo), bởi vì tất cả cửa hàng kẹo nằm rải rác trên đường trong thời kì đầu của hậu chiến tranh.  Cho tới bây giờ, vẫn có nhiều cửa hàng bán kẹo ở đấy.  Thuyết thứ hai là cái tên có liên quan đến アメリカ (America (Hoa Kỳ)); đã từng có cửa hàng bán hàng hóa quân đội Mỹ dư thừa ngay sau Chiến tranh thế giới thứ hai.  Dù như thế nào, thì bây giờ nó thường được gọi đơn giản là ameyoko (アメ横).
Chợ có hơn một trăm tám mươi mốt cửa hàng, bán các sản phẩm từ thực phẩm tươi sống và cá đến quần áo và đồng hồ quả lắc.

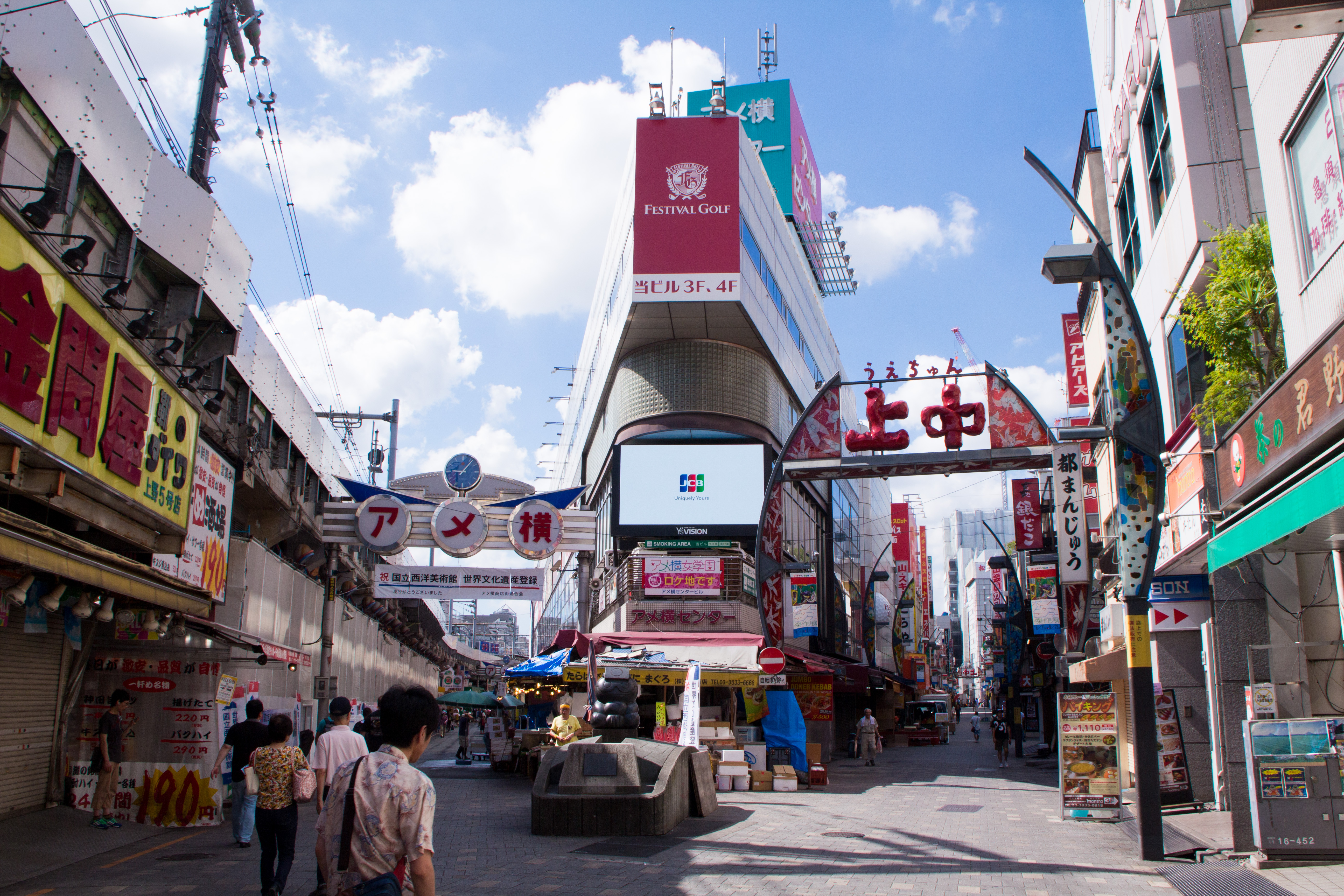
Lối vào phía bắc (Tuyến JR Yamanote bên trái, Yodobashi Camera bên Phải)
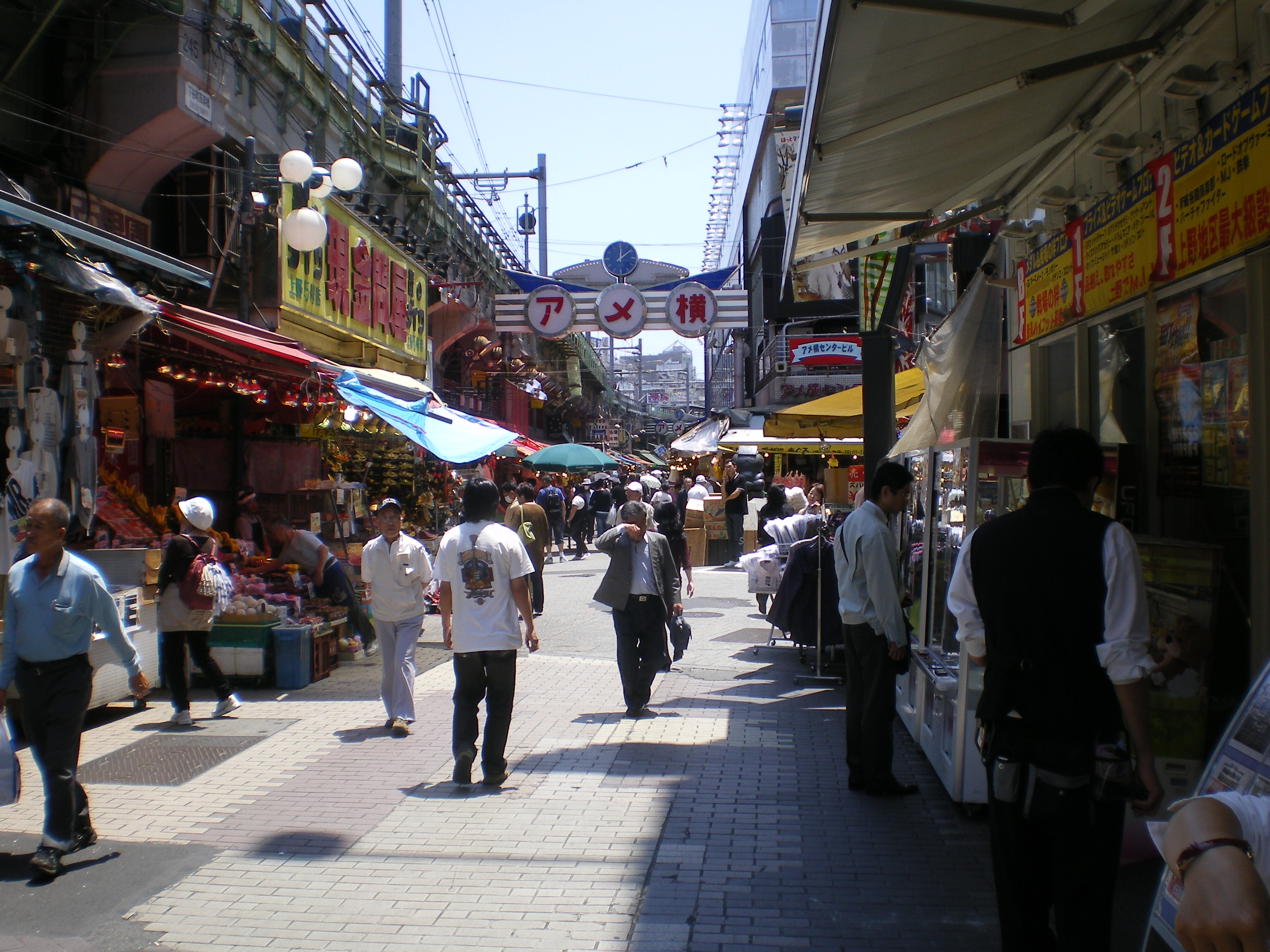
Cửa hàng
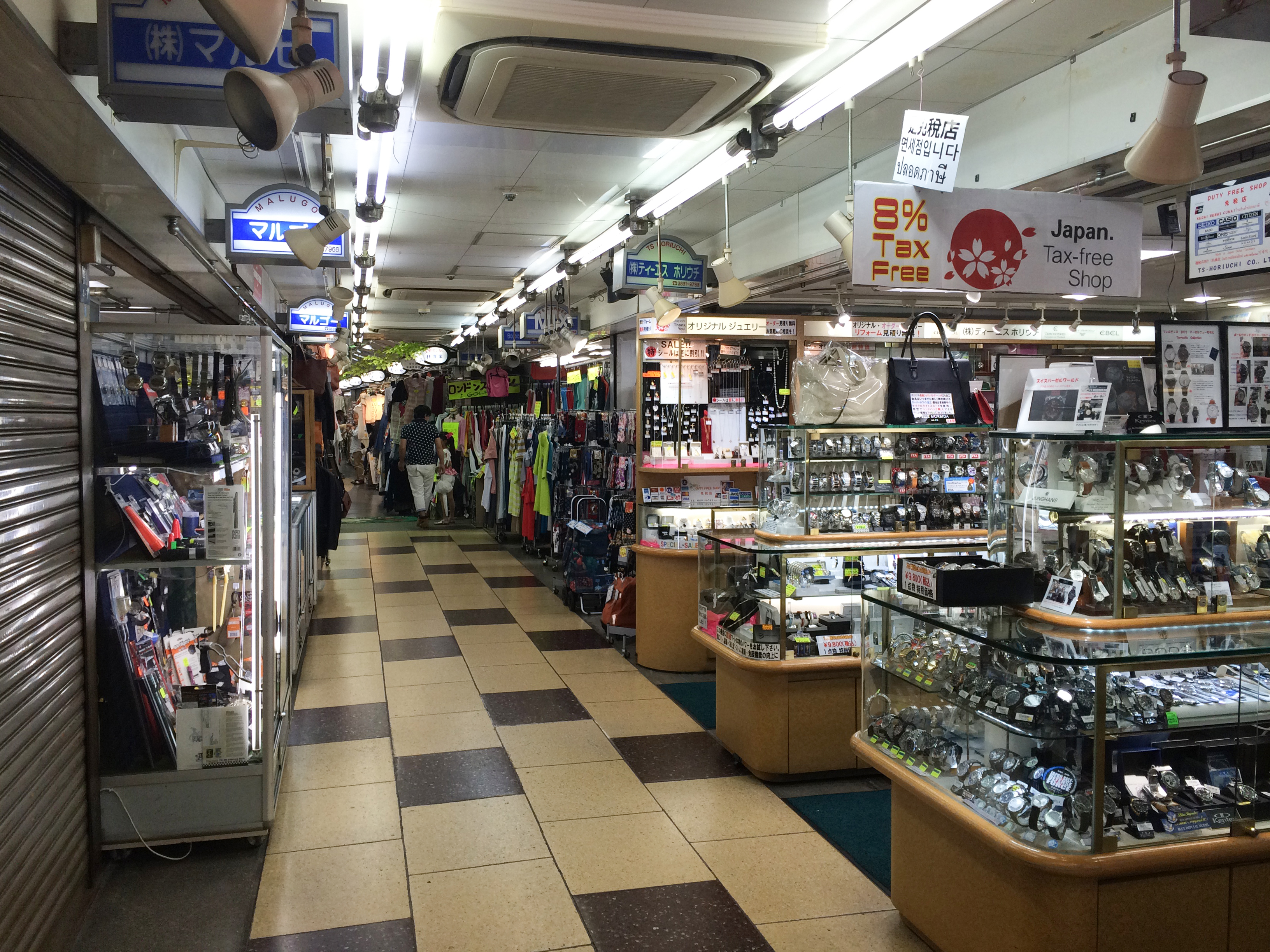
Các cửa hàng dưới đường JR
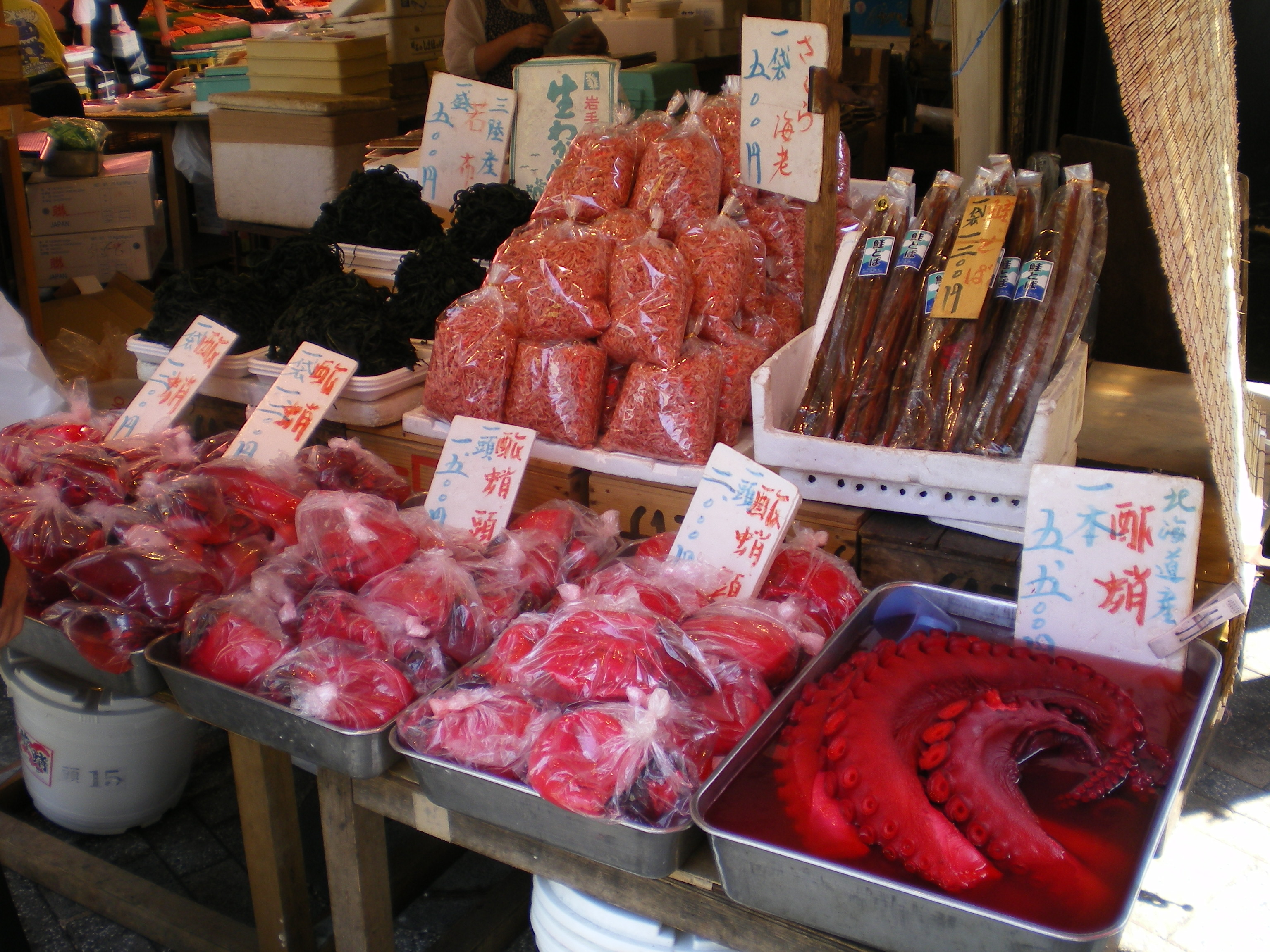
Gian hàng hải sản
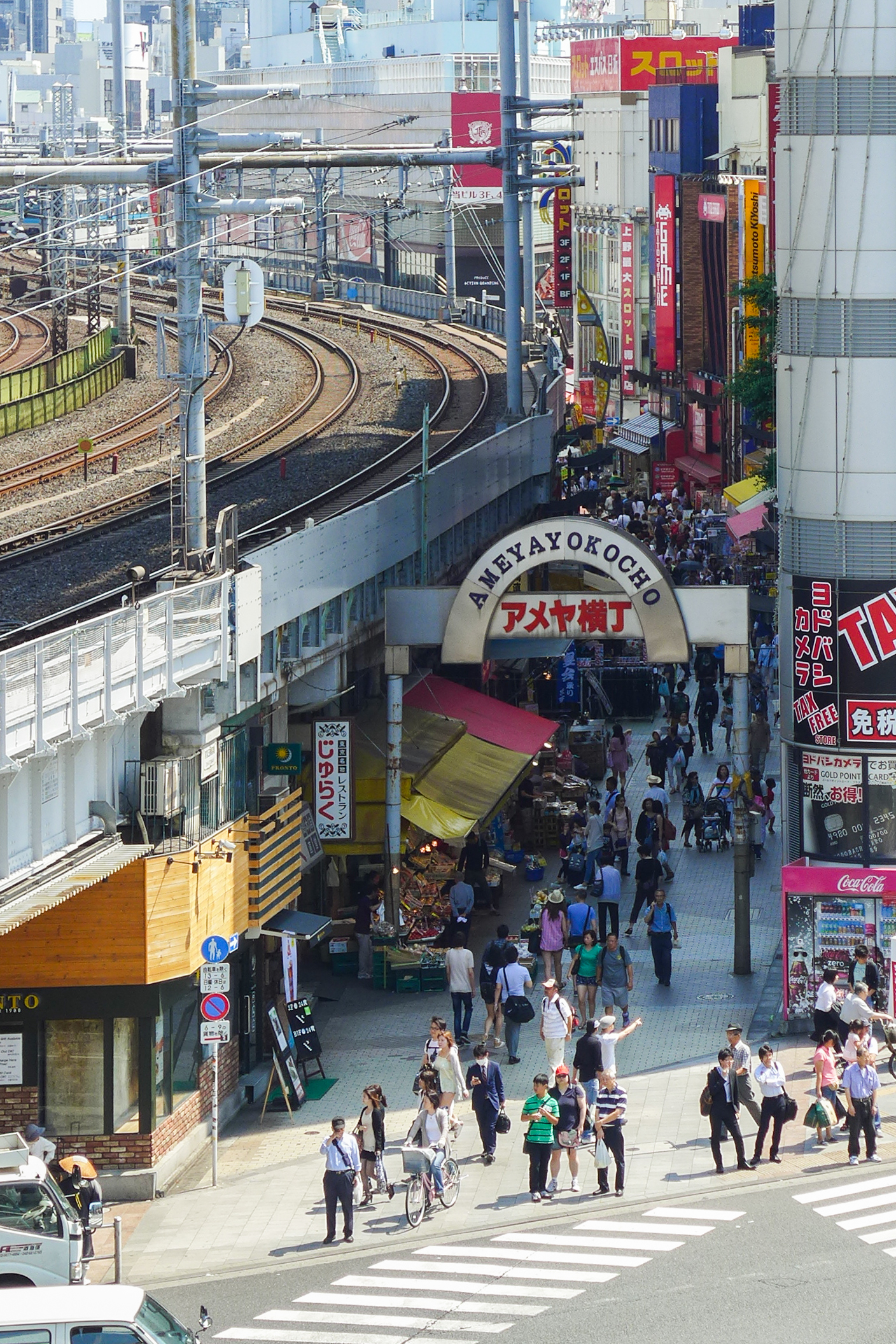
Lối vào phía Bắc